# Eutichurus furcifer
Eutichurus furcifer är en spindelart som beskrevs av Kraus 1955. Eutichurus furcifer ingår i släktet Eutichurus och familjen sporrspindlar. Inga underarter finns listade i Catalogue of Life.